# Крон (гора)
Крон (Кругозор) — гора на Урале, в Полевском городском округе Свердловской области России. Расположена на берегу реки Чусовой, возле деревни Раскуихи. Популярное место туризма местных жителей.

## Описание
Абсолютная высота вершины — 399 метров над уровнем моря. Гора имеет пологие склоны, которые полностью покрыты сосновым лесом. Длина горы около километра. На вершине есть глыбовые скалы-останцы, на склонах ближе к вершине горы имеется несколько неглубоких пещер. Южный склон представляет собой невысокий скалистый обрыв. У подножья горы течёт река Чусовая, берега которой возле горы заболочены и зарастают. Гора сложена змеевиками, в которых имеются жилы хромитов. Месторождение хромитов «Хромовая гора» (Крон) разрабатывалось в начале XX века тремя карьерами глубиной 9, 10 и 12 метров.  